# Franz Stiewi
Franz Stiewi (* 18. Oktober 1890 in Aachen; † 8. Dezember 1966 ebenda) war ein deutscher Maler und Restaurator von Fresken.

## Leben
Franz Stiewi studierte an der Kunstgewerbeschule Aachen und ab 1911 an der Münchener Kunstakademie, zunächst in der Zeichenklasse bei Peter Halm, später als Meisterschüler bei Franz von Stuck. Er war mehrere Jahre Assistent von Stucks und hat sich dann bei Max Doerner in den Grundlagen der Konservierung von Gemälden fortgebildet.
In seinen Anfängen als Künstler noch von Stuck und der Münchner Secession geprägt, wandte er sich in den 1920er-Jahren modernen Tendenzen zu und bezog Elemente der Deformation, expressionistischer Pinselführung und einer verfremdeten Farbigkeit zur Ausdruckssteigerung ein („Sitzende Frau“, 1922). Nach längerer Lehrtätigkeit an der Kunstgewerbeschule Koblenz ließ sich Stiewi als freischaffender Künstler in seiner Heimatstadt nieder.
Nach Kriegsdienst und Gefangenschaft heimgekehrt, betätigte sich Stiewi in der Nachkriegszeit als Freskenrestaurator; so war von 1945 bis 1957 an der Restaurierung der Fresken Alfred Rethels mit Darstellungen aus dem Leben Karls des Großen durch Abnahme aus dem Kaisersaal des im Zweiten Weltkrieg zerstörten Aachener Rathauses beteiligt. Er verwendete die Strappomethode, ein Verfahren, die erhaltenen Teile wie ein Abziehbild von der Wand zu lösen, ohne die Malschicht zu beschädigen.
Ein weiterer Auftrag führte ihn nach Remagen, wo er die Rettung von neugotischen Fresken in der Apollinariskirche durchführte. Weitere Restaurierungsarbeiten führte er in verschiedenen Kirchen des Rheinlands wie im Xantener Dom durch. 1960 wurde er mit dem Bundesverdienstkreuz ausgezeichnet.

## Weitere Arbeiten
- 1947 Nideggen,  St. Johann Baptist, Restaurierung der Fresken[3]
- 1950–1952 Kloster Knechtsteden, Restaurierung der Fresken in der Apsis[4]
- 1952 Rupelrath, St. Reinoldi-Kapelle, Freilegung der Fresken[5]